# جورج إلمر براون
جورج إلمر براون (بالإنجليزية: George Elmer Browne)‏ هو فنان ورسام أمريكي، ولد في 6 مايو 1871 في غلوستر في الولايات المتحدة، وتوفي في 13 يونيو 1946 في Provincetown, Massachusetts ‏ في الولايات المتحدة.